# Attentat de l'aéroport d'Aden
Pour les articles homonymes, voir attentat d'Aden.
 (décembre 2020).
Si vous disposez d'ouvrages ou d'articles de référence ou si vous connaissez des sites web de qualité traitant du thème abordé ici, merci de compléter l'article en donnant les références utiles à sa vérifiabilité et en les liant à la section « Notes et références ».
L'attentat de l'aéroport d'Aden est une attaque terroriste survenue le 30 décembre 2020 lorsque des bombes ont explosé et des hommes armés ont ouvert le feu au moment où l'avion transportant le gouvernement yéménite nouvellement formé a atterri à l'aéroport international d'Aden, au Yémen. L'attaque a fait au moins 25 morts et 110 blessés.
Aucun des passagers qui se trouvaient à bord de l'avion n'a été blessé lors de l'attaque de l'aéroport, et les membres du gouvernement yéménite ont été rapidement transportés au palais al-Maachiq pour des raisons de sécurité. Le palais a été également signalé plus tard comme étant la cible d'une attaque.

## Contexte
Afin de faire face aux luttes intestines entre le gouvernement yéménite et le Conseil de transition sudiste sécessionniste, un nouveau gouvernement a été formé avec le soutien de l'Arabie saoudite voisine. La formation du nouveau gouvernement d'unité, qui comprend un nombre égal de représentants de chaque région des régions nord et sud du Yémen, est le résultat de plus d'un an d'intenses négociations négociées par les saoudiens, et était censée mettre fin aux luttes intestines afin que les deux parties puissent lutter ensemble contre les rebelles houthis dans la guerre civile en cours.
Bien que le gouvernement yéménite fût anciennement basé dans la capitale provisoire d'Aden après que les rebelles houthis aient pris le contrôle de la capitale Sanaa, ses récentes opérations avaient généralement été menées pendant son exil en Arabie saoudite, depuis que le Conseil de transition du Sud avait saisi Aden un an plus tôt et a forcé le gouvernement à partir.
Après l'annonce du nouveau gouvernement de 24 membres plus tôt en décembre, le nouveau gouvernement, dirigé par le Premier ministre Maïn Abdelmalek Saïd, a prêté serment devant le président Abdrabbo Mansour Hadi, le 26 décembre 2020 à Riyad, la capitale de l'Arabie saoudite.
Le gouvernement nouvellement formé et internationalement reconnu avait prévu de téléviser son retour d'Arabie saoudite au Yémen, pour signaler à ses citoyens que leurs inquiétudes allaient être résolues. L'événement était également censé marquer le résultat réussi des longues négociations.

## Attaque
Un avion de la compagnie aérienne Yemenia transportant le nouveau gouvernement yéménite, y compris le Premier ministre et l'ambassadeur saoudien au Yémen, est arrivé d'Arabie saoudite et a atterri à l'aéroport d'Aden. Le hall de l'aéroport était bondé de fonctionnaires locaux ainsi que de civils espérant saluer les membres du nouveau gouvernement. Des centaines de personnes s'étaient rassemblées sur le tarmac à l'extérieur.
Alors que les passagers débarquaient, des explosions massives ont été entendues. Une source de sécurité locale avait rapporté que "trois obus de mortier avaient atterri sur le hall de l'aéroport", tandis que le ministre yéménite de la Communication Naguib al-Awg, qui faisait partie de ceux qui avaient été transportés par avion, a suggéré qu'il s'agissait de frappes de drones, et le porte-parole du président du Conseil de transition du Sud pensait qu'il s'agissait de missiles. Le Daily Telegraph a rapporté que l'analyse des images de l'explosion a montré qu'une explosion s'est produite du côté nord du terminal de l'aéroport, et la seconde s'est produite environ 30 secondes plus tard à environ 20 mètres.
La foule de centaines de personnes se bousculait pour se mettre à l'abri, les ministres débarquant couraient dans l'avion ou descendaient les escaliers pour trouver un abri. Des coups de feu ont alors éclaté des véhicules blindés. Des corps gisant sur le tarmac et ailleurs dans l'aéroport ont été vus après l'attaque alors que des panaches épais de fumée noire et blanche pouvaient être aperçus du terminal de l'aéroport.
Au moins 25 personnes ont été tuées et 110 autres ont été blessées, dont au moins 33 blessées suffisamment gravement pour nécessiter une intervention chirurgicale majeure. Les victimes comprenaient des travailleurs humanitaires ainsi que des fonctionnaires du gouvernement. Trois membres du Comité international de la Croix-Rouge ont été tués, dont deux Yéménites et un rwandais ; trois autres ont été blessés, dont un gravement. Les fonctionnaires ont également rapporté qu'un sous-ministre des travaux publics avait été tué, alors qu'il était également rapporté qu'un sous-ministre de la jeunesse et des sports ainsi qu'un sous-ministre des transports figuraient parmi les blessés. Parmi les morts figurait également un journaliste de la chaîne d'information télévisée yéménite Belqees (en), qui faisait des reportages en direct depuis l'aéroport lorsque sa connexion est devenue silencieuse. Le ministre de l'Information yéménite Moammer al-Iryani a également rapporté qu'au moins dix autres journalistes avaient été blessés.
La plupart des victimes seraient des civils et du personnel de l'aéroport, le Times rapportant que toutes les victimes s'étaient produites dans le terminal. Cependant, tous les passagers qui étaient à bord de l'avion sont restés indemnes. Les membres du gouvernement, ainsi que l'ambassadeur saoudien, ont été rapidement emmenés au palais al-Maachiq, le palais présidentiel à Aden, pour des raisons de sécurité.
Une autre explosion a été entendue environ quatre heures plus tard autour du palais al-Maachiq. Aucune victime n'a été signalée. La chaîne d'information saoudienne Al-Arabiya a rapporté qu'un "drone chargé d'explosifs" avait été intercepté et détruit à proximité.

## Conséquences
Le ministre de l'Information du Yémen a initialement suspecté les Houthis d'être derrière l'attaque, déclarant sans preuves que quatre missiles balistiques avaient été tirés sur l'aéroport, mais le groupe a nié toute responsabilité. Le Conseil de transition du sud a accusé le Qatar et la Turquie, tandis que les fonctionnaires occidentaux ont déclaré que c'était probablement le travail des rebelles Houthi, mais n'avaient pas exclu Al-Qaïda dans la péninsule arabique ou les factions séparatistes du sud mécontentes. Le président Hadi a ordonné à l'armée d'enquêter sur l'attaque.
Le ministre de la Communication Naguib al-Awg a insisté sur le fait que l'avion avait été la cible initiale des attaques, car l'avion avait atterri plus tard que prévu.[Information douteuse]

## Réactions
Le secrétaire général de l'ONU, António Guterres, "a condamné l'attaque déplorable" contre l'aéroport et a présenté ses condoléances aux familles des victimes ainsi qu'au gouvernement yéménite et à son peuple, comme l'a rapporté son envoyé spécial pour le Yémen (en), Martin Griffiths (en).
Un certain nombre de pays arabes et occidentaux, dont l'Égypte, la Jordanie, la Turquie, le Royaume-Uni et les États-Unis, ont tous condamné l'attaque de l'aéroport.